# Syrrhopodon meijeri
Syrrhopodon meijeri är en bladmossart som beskrevs av William Dean Reese 1987 [1988. Syrrhopodon meijeri ingår i släktet Syrrhopodon och familjen Calymperaceae. Inga underarter finns listade i Catalogue of Life.